# Lapulapu (ciudad)
Lapulapu u Opon es una ciudad filipina de la provincia de Cebú, situada en la isla de Mactán. Es una de las localidades que componen al Gran Cebú, actualmente la segunda área metropolitana más grande del país. La ciudad se llamó así en honor a Lapulapu. Según el censo de 2020, tiene una población de 497.604 personas.
La ciudad ocupa la isla de Mactán, a pocos kilómetros de la isla principal de Cebú. También tiene algunos de los barangays bajo su jurisdicción en el Grupo de la Isla Olango. La ciudad está unida a Mandaue en Cebú continental por los puentes Mactan-Mandaue y los puentes Marcelo Fernan. El aeropuerto internacional de Mactan-Cebú, el segundo aeropuerto más ocupado de Filipinas, se encuentra en Lapu-Lapu.

## Historia
En el siglo XVI, la isla de Mactán fue colonizada por España. Los frailes agustinos fundaron la ciudad de Opon en 1730, y se convirtió en una ciudad en 1961. Fue renombrada como Datu Lapu-Lapu, el jefe de la isla, quien dirigió la derrota contra el explorador portugués Fernando de Magallanes en 1521 en la Batalla de Mactán, conmemorada en el santuario Lapu-Lapu en Punta Engaño, donde Magallanes lideró un grupo de desembarco de 40 hombres para reabastecer a los que se enfrentaron 1.500 lugareños y mató a su capitán y algunos otros hombres.
El municipio de Opon fue fundado por los misioneros agustinos en 1730. Fue cedido a los jesuitas en 1737 y luego restaurado a los agustinos. Cuando la Revolución filipina se extendió a las Visayas en 1896, el pueblo se organizó en unidades revolucionarias locales.
Durante la guerra filipino-estadounidense, se estableció un gobierno militar. La continua resistencia del pueblo de Cebú llevó al gobierno estadounidense a restablecer el control militar sobre la provincia el 17 de julio de 1901. En 1905, Opon celebró su primera elección municipal, y Pascual dela Serna fue elegido presidente de la ciudad.
Tras el estallido de la Segunda Guerra Mundial, la presencia de tanques de almacenamiento de petróleo a granel en Opon convirtió a la ciudad en objeto de incursiones japonesas una semana después del estallido de la Segunda Guerra Mundial en diciembre de 1941. El avión enemigo logró volar dos de los catorce tanques de almacenamiento de petróleo. en Opon Una unidad del Destacamento Kawaguchi de las Fuerzas Imperiales japonesas desembarcó en la costa este de Cebú el 10 de abril de 1942. Más tarde, el movimiento de resistencia fue organizado por el coronel James M. Cushing, líder de las unidades del sur y central, y Harry Fenton de la unidad norte del Movimiento de Resistencia de Cebú.
Durante la Batalla de las Visayas, las operaciones de Víctor II de la División Americana dirigidas por el Mayor General William Arnold aterrizaron en Cebú el 26 de marzo de 1945 y posteriormente liberaron la provincia.
El congresista Manuel A. Zosa, el representante del Sexto Distrito de Cebú, patrocinó el proyecto de ley que convierte el antiguo municipio de Opon en la actual ciudad de Lapu-Lapu. Esta fue la Ley de la República 3134, conocida como la Carta de la Ciudad de Lapu-Lapu, que fue firmada el 17 de junio de 1961 por el presidente de Filipinas, Carlos P. García. Lapu-Lapu se inauguró el 31 de diciembre de 1961, con Mariano Dimataga, el último alcalde municipal, como el primer alcalde de la ciudad.
Como ciudad comercial de rápido crecimiento, algunas de sus empresas comerciales e industriales son la General Milling Company, una de las más grandes del país; Cebu Shipyard and Engineering Works, iniciada por Dad Cleland; y las compañías petroleras que reanudaron sus operaciones después de la guerra. El transporte aéreo de la ciudad es servido por el Aeropuerto Internacional de Mactan.
Históricamente, la ciudad incluye el sitio de la Batalla de Mactan. El 1 de agosto de 1973, en virtud del decreto presidencial núm. 2060, el presidente Ferdinand E. Marcos declaró el lugar de la batalla un santuario nacional; la preservación, restauración y / o reconstrucción de las cuales estará bajo la supervisión y control de la Comisión Histórica Nacional en colaboración con el Departamento de Turismo. Mactan es también el lugar de nacimiento de Leonila Dimataga-García, esposa de Carlos P. García, el cuarto presidente de la República. Leonila Dimataga-García era pariente del difunto alcalde de tres años consecutivos de la ciudad de Lapu-Lapu, Ernest Weigel Jr., esposa, quien era el alcalde más rico de Metro Cebú, con un patrimonio neto de P57.7 millones a principios de la década de 2000.

## Barangayes
Lapulapu se subdivide administrativamente en 30 barangayes.
| - Agus - Babag - Bankal - Baring - Basak - Buaya - Calawisan - Canjulao - Caw-oy - Cawhagan - Caubian - Gun-ob - Ibo - Looc - Mactán | - Maribago - Marigondón - Pajac - Pajo - Pangan-an - Población - Punta Engaño - Pusok - Sabang - Santa Rosa - Subabasbas - Talima - Tingo - Tungasan - San Vicente |